# Биктегравир
Биктегравир (МНН; BIC, ранее известный как GS-9883) — противовирусный препарат класса ингибиторов интегразы, структурно полученный из более раннего соединения долутегравира учеными биофармацевтической компании «Gilead Sciences»; in vitro и клинические результаты были представлены компанией Gilead Sciences летом 2016 года. В 2016 году биктегравир проходил 3-ю фазу исследования как часть режима приема одной таблетки в комбинации с тенофовир алафенамидом (TAF) и эмтрицитабином (FTC) для лечения ВИЧ-1 инфекции, а комбинированный препарат биктегравир / эмтрицитабин / тенофовир алафенамид (Biktarvy) был одобрен для использования в США в 2018 году.